# 3 Pułk Huzarów (Cesarstwo Niemieckie)
3 Pułk Huzarów im. von Zietena (Brandenburski) (niem. Husaren-Regiment „von Zieten“ (Brandenburgisches) Nr. 3)  – pułk kawalerii niemieckiej okresu Cesarstwa Niemieckiego.

## Charakterystyka
Pułk został sformowany 30 września 1730. Stacjonował w Rathenow . Wchodził w skład III Korpusu Armijnego .

 Wiosną 1914 był w strukturze 6 Brygady Kawalerii z 6 Dywizji Piechoty.
W wyniku mobilizacji, w sierpniu 1914 pułk osiągnął gotowość bojową i w składzie 5 Dywizji Piechoty z III Korpusu Armijnego został wysłany na front zachodni.

## Bibliografia

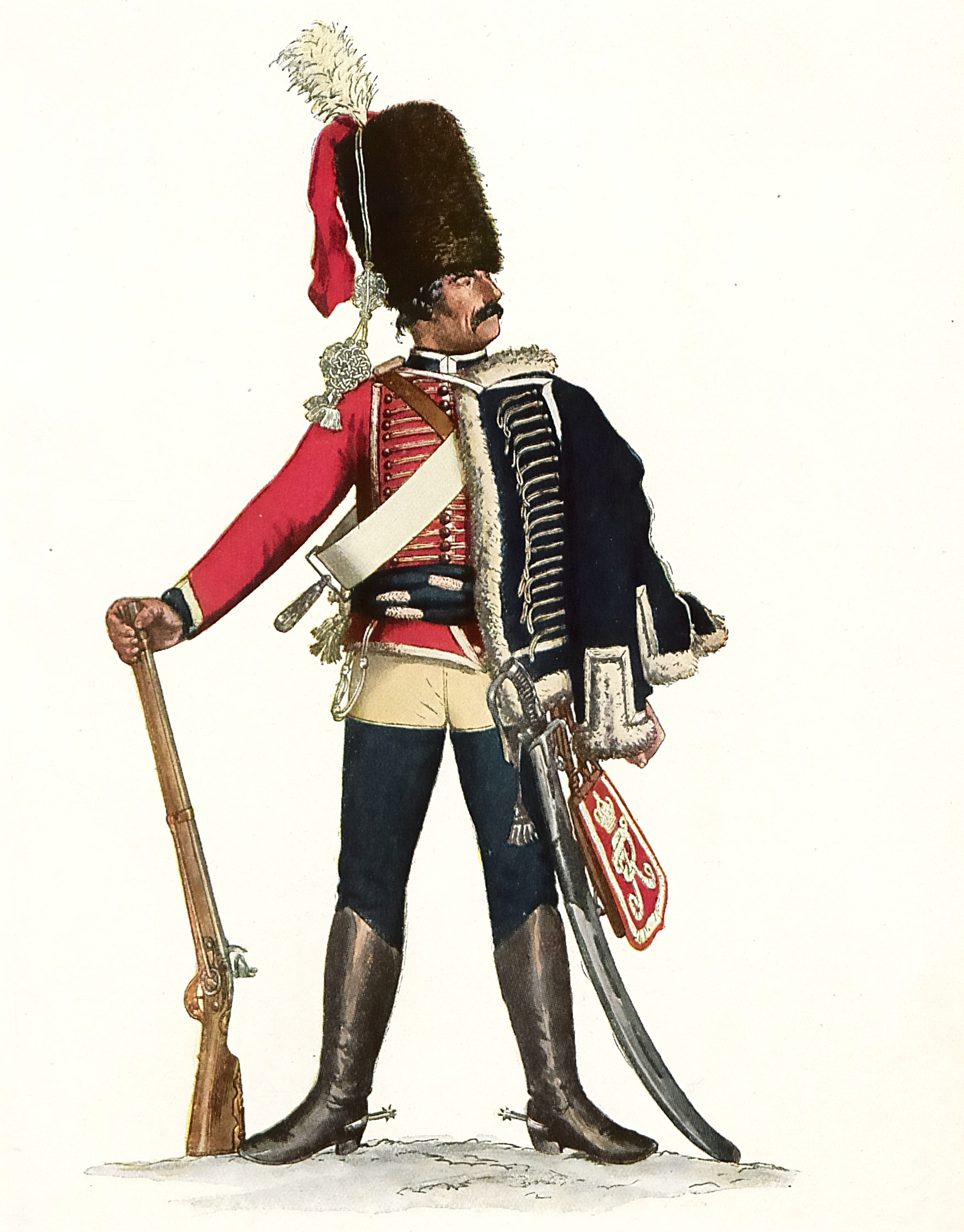
Mundur huzara pułku